# Рондо-соната
Рондо-соната — музична форма, яка має риси рондо та сонатної форми. Складається з трьох основних розділів, де за принципом рондо будуються крайні розділи (обидва або один з них), а середній є розробкою, запозиченою від сонатної форми.

## Форма в цілому
Експозиційний (до розробки) і репризний (після неї) розділи тотожні аналогічним розділам великого рондо з повторенням побічної теми. Відмінність полягає в наявності розробки замість центрального епізоду.
Узагальнена схема форми така (ГП — головна партія, ПП — побічна партія, стрілками позначені ходи):
| ГП | → | ПП | → | ГП | → | Розробка | → | ГП | → | ПП | → | ГП |
| Т  |   | D  |   | T  |   | →        |   | T  |   | T  |   | Т  |

### Використання
Сфера застосування рондо-сонати збігається зі сферою застосування великого рондо. Переважно це фінали сонатно-симфонічних циклів. Приклади використання рондо-сонати в інших частинах циклічних композицій:
- у першій — Й. Гайдн. Соната для фортепіано D-dur № 38,
- у повільній — Л. Бетховен. Симфонія № 4, 3-я частина),
- у скерцо (Глазунов. Симфонія № 8, 3-я частина).

Надзвичайно рідко застосовується як форма самостійної п'єси (Шуберт. Велике рондо для фортепіано в 4 руки, ор. 107).

## Переважання складових
При своїй стабільності форма може мати різний ступінь близькості до рондо або до сонатної форми. Визначається вона такими факторами (крім наявності розробки):
- Значення ходів між розділами. У сонатній формі ходи не просто пов'язують різний матеріал, в них відбувається переробка однієї теми в іншу, а також серйозна зміна образного строю. Чим розвиненіші ходи, тим активніша в них мотивна робота, тим ближчою є форма до сонатної.

- Якість самих тем. Якщо для рондо характерні жанрові теми, стійкі, що прагнуть до повторення, закріплення одного образу, то для сонатної форми — нестійкі, що постійно прагнуть до оновлення. Також важливий і мелодійний склад тем. У сонатній формі тема побічної партії не існує без головної і в тій чи іншій мірі є похідною від неї, в рондо, навпаки, друга тема не має таких зв'язків з першою і є принципово новою і самостійною.

- Властивості розробки. Іноді за протяжністю вона може перевершувати розробки чистих сонатних форм (Бетховен. Квартет, op. 18 № 1, фінал). До сонатної формі наближає також широке використання поліфонічних прийомів у розробці, тоді як гомофонний склад характерніший для рондо.